# Antiope
Antiope var flera personer i grekisk mytologi.

## Antiope, dotter till Ares
Dotter till Ares och amasondrottningen Otrera, syster till Otreras efterträdare Hippolyte. Både Antiope och Hippolyte var döttrar till Ares, och Hippolyte hade en gyllene gördel som Herakles fick tag på under sitt nionde uppdrag. Antingen Antiope eller Hippolyte gifte sig med kung Theseus av Aten och blev den enda amason som någonsin gifte sig. Det finns flera versioner av vad som hände, där namnen Hippolyte och Antiope tycks vara utbytbara. I en del av de versioner där det är Antiope som gifter sig med Theseus, dödar Herakles Hippolyte kort dessförinnan.
En version säger att Theseus kidnappade amasonen, en annan att Herakles kidnappade henne och gav henne till Thesues, och en tredje att hon förälskade sig i Theseus och följde med honom frivilligt. Denna amason, antingen Antiope eller Hippolyte, blev mor till Thesues son Hippolytos.
Sedan säger en version att amasonerna startade krig mot Aten för att få tillbaka Antiope/Hippolyte, en annan att Antiope/Hippolyte själv leder amasonerna i krig mot Aten som hämnd för att Theseus skilt sig från henne för att gifta sig med en annan kvinna. Amasonerna förlorar detta krig mot Aten.

## Antiope, dotter till kung Nykteus av Thebe

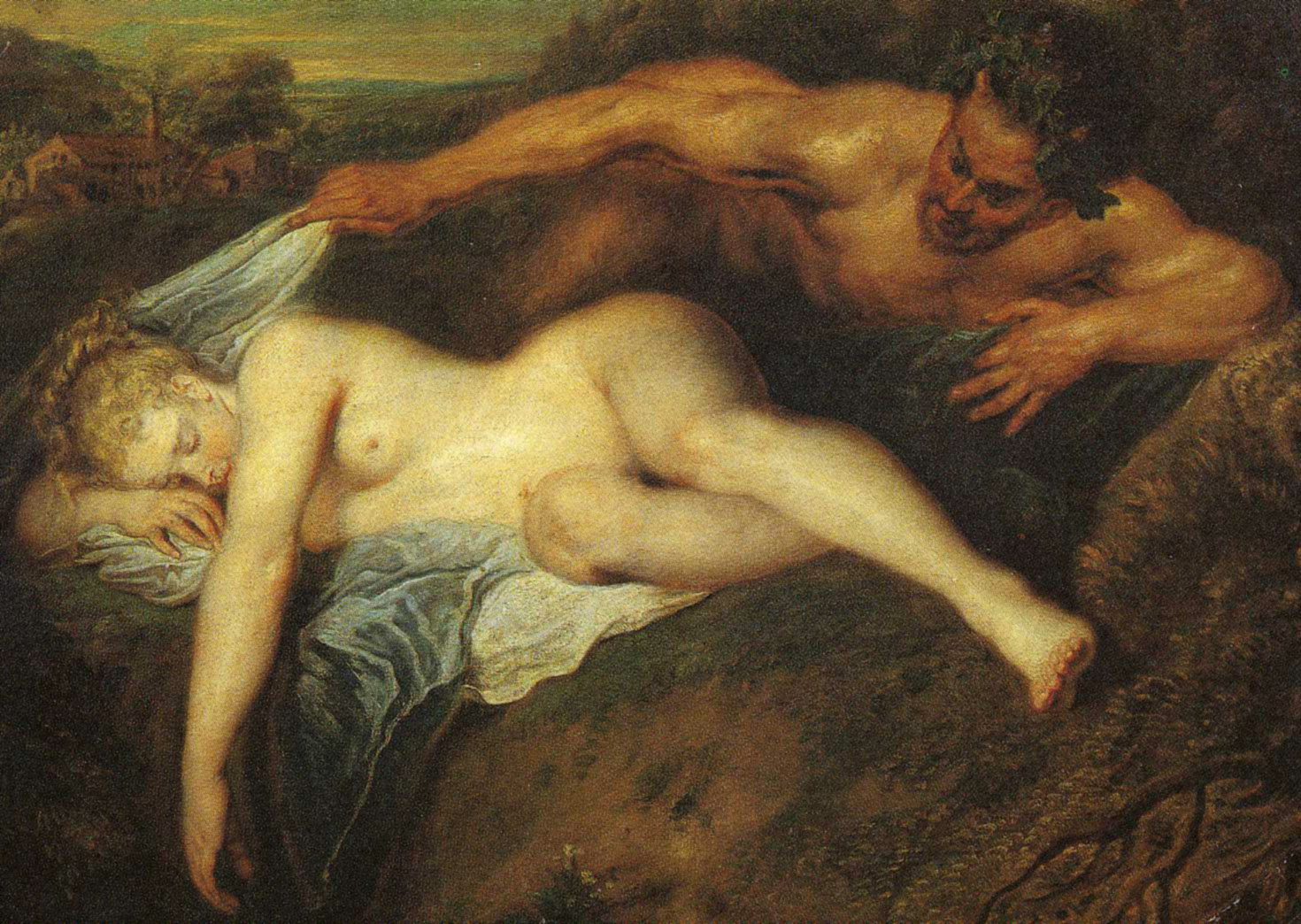
Jupiter och Antiope. Målning av Antoine Watteau cirka 1715

Dotter till kung Nykteus av Thebe, alternativt guden Asopos.
Antiope blev förförd av guden Zeus och blev snart gravid. När Nykteus fick reda på hennes graviditet blev han rasande och körde iväg henne ur staden.
Förtvivlad flydde Antiope till staden Sykion där hon sökte skydd hos kung Epopeus. De två gifte sig och snart därefter födde Antiope Zeus tvillingsöner. När Nykteus fick veta var hans dotter tagit vägen kallade han till sig sin bror Lykos och gav honom i uppgift att straffa dottern och hennes make. Sedan tog han sitt eget liv.
Lykos tog sig in i Sikyon, besegrade staden och dödade Epopeus. Han tog tvillingarna och lämnade dem i ödemarken. Sedan tillfångatog han Antiope, kastade henne i fängelse där han, tillsammans med sin hustru Dirke, och torterade henne. Tvillingarna hittades av en herde som tog med dem hem och gav dem namnen Amphion och Zethos.
Efter många år när pojkarna hunnit växa upp, lyckades Antiope fly och hon sökte upp dem och bad om deras beskydd. Sönerna kände genast igen sin mor. När de hört hennes berättelse begav de sig till Thebe och dödade kung Lykos. Dirke däremot, band de fast vid hornen på en tjur så att hon stångades till döds. De tog sedan hennes döda kropp och slängde den i en källa på berget Kitharion som efter det uppkallades efter henne. Guden Dionysos förvandlade dock Dirke till en nymf och hennes vatten var heligt för honom.

## Annan betydelse
Antiope är även en tragedi av Euripides.